# Casiopea (banda)
Casiopea (カシオペア Kashiopea?) es una banda japonesa de Jazz fusión formada en 1976 por el guitarrista Issei Noro y el bajista Tetsuo Sakurai. En 1977, el tecladista Minoru Mukaiya y el baterista Takashi Sasaki se unieron a la agrupación. El grupo debutó en 1979 con el álbum Casiopea con Randy Brecker y Michael Brecker como músicos invitados. En 1980 Takashi fue reemplazado por Akira Jimbo.
El álbum Eyes Of Mind fue lanzado en los Estados Unidos en 1981. Lanzaron el álbum Mint Jams en 1982, seguido por Four By Four el mismo año, el cual era un álbum colaborativo en el que participan algunos miembros de Fourplay incluyendo a Lee Ritenour, Harvey Mason, Nathan East y Don Grusin. Su primer concierto fuera del continente fue realizado en Reino Unido en 1983. El grupo ha recorrido Europa, Sudamérica, Australia y Asia septentrional. 
En 1989, Akira Jimbo y Tetsuo Sakurai dejaron la banda debido a diferencias musicales. Después ellos formarían su propia agrupación, Jimsaku. Para su reemplazo, el grupo elige a Yoshihiro Naruse (bajo) and Masaaki Hiyama (batería).
En 1993, el grupo volvería a cambiar de miembros. Noriaki Kumagai reemplazaría a Masaaki. En 1997, Akira regresaría a Casiopea como miembro de medio tiempo, grabando en más álbumes y contribuyendo con algunas composiciones.
En 2006, Issei Noro, líder del grupo, decidió detener todas las actividades de la banda hasta nuevo aviso.
El 20 de abril de 2012, se anunció que el grupo volvería en mayo del mismo año, con Kiyomi Otaka reemplazando a Minoru Mukaiya en los teclados.
El 1 de julio de 2022, se anunció que Yoshinori Imai sería el nuevo miembro de la banda después de que Akira Jimbo dejase Casiopea 3rd, además, el grupo cambión su nombre a Casiopea-P4.
El 1 de diciembre de 2024, se anunció de Kiyomi Otaka dejaría de participar como teclista en Casiopea-P4, dejando al grupo sin un teclista.
El 19 de febrero de 2025, Jun Abe se presentó como nuevo teclista del grupo, finalizando el periodo de Casiopea-P4.